# Simning vid världsmästerskapen i simsport 2022 – Damernas 400 meter medley
Damernas 400 meter medley vid världsmästerskapen i simsport 2022 avgjordes den 25 juni 2022 i Donau Arena i Budapest i Ungern.
Kanadensiska Summer McIntosh tog mästerskapets andra guld efter ett lopp på tiden 4.32,04. Silvret togs av amerikanska Katie Grimes och bronset togs av hennes landsmaninna Emma Weyant.

## Rekord
Inför tävlingens start fanns följande världs- och mästerskapsrekord:
|                   | Namn           | Nation | Tid     | Ort                       | Datum          |
| ----------------- | -------------- | ------ | ------- | ------------------------- | -------------- |
| Världsrekord      | Katinka Hosszú | Ungern | 4.26,36 | Rio de Janeiro, Brasilien | 6 augusti 2016 |
| Mästerskapsrekord | Katinka Hosszú | Ungern | 4.29,33 | Budapest, Ungern          | 30 juli 2017   |

## Resultat

### Försöksheat
Försöksheaten startade klockan 09:00.
| Placering | Heat | Bana | Namn                       | Nationalitet   | Tid           | Noteringar    |
| --------- | ---- | ---- | -------------------------- | -------------- | ------------- | ------------- |
| 1         | 2    | 5    | Summer McIntosh            | Kanada         | 4.36,15       | 0Q0           |
| 2         | 2    | 3    | Katie Grimes               | USA            | 4.36,68       | 0Q0           |
| 3         | 2    | 4    | Emma Weyant                | USA            | 4.38,52       | 0Q0           |
| 4         | 2    | 2    | Ge Chutong                 | Kina           | 4.38,95       | 0Q0           |
| 5         | 3    | 5    | Katinka Hosszú             | Ungern         | 4.39,15       | 0Q0           |
| 6         | 3    | 4    | Yui Ohashi                 | Japan          | 4.39,52       | 0Q0           |
| 7         | 2    | 6    | Jenna Forrester            | Australien     | 4.40,20       | 0Q0           |
| 8         | 3    | 6    | Ageha Tanigawa             | Japan          | 4.40,70       | 0Q0           |
| 9         | 3    | 3    | Viktória Mihályvári-Farkas | Ungern         | 4.41,16       |               |
| 10        | 2    | 7    | Mya Rasmussen              | Nya Zeeland    | 4.41,98       |               |
| 11        | 3    | 2    | Tessa Cieplucha            | Kanada         | 4.44,53       |               |
| 12        | 3    | 7    | Freya Colbert              | Storbritannien | 4.45,55       |               |
| 13        | 3    | 8    | Cyrielle Duhamel           | Frankrike      | 4.52,24       |               |
| 14        | 2    | 1    | Gabrielle Gonçalves        | Brasilien      | 4.52,61       |               |
| 15        | 2    | 8    | Florencia Perotti          | Argentina      | 4.55,43       |               |
| 16        | 3    | 9    | Kristen Romano             | Puerto Rico    | 4.56,39       |               |
| 17        | 1    | 4    | Kamonchanok Kwanmuang      | Thailand       | 4.56,59       |               |
| 18        | 1    | 3    | Simone Kabbara             | Libanon        | 5.07,33       |               |
| 19        | 1    | 5    | Samantha van Vuure         | Curaçao        | 5.34,75       |               |
| –         | 2    | 0    | Nikoleta Trniková          | Slovakien      | Startade inte | Startade inte |
| –         | 3    | 0    | Chloe Cheng                | Hongkong       | Startade inte | Startade inte |
| –         | 3    | 1    | Anastasia Gorbenko         | Israel         | Startade inte | Startade inte |

### Final
Finalen startade klockan 19:01.
| Placering | Bana | Namn            | Nationalitet | Tid     | Noteringar |
| --------- | ---- | --------------- | ------------ | ------- | ---------- |
| 1         | 4    | Summer McIntosh | Kanada       | 4.32,04 |            |
| 2         | 5    | Katie Grimes    | USA          | 4.32,67 |            |
| 3         | 3    | Emma Weyant     | USA          | 4.36,00 |            |
| 4         | 2    | Katinka Hosszú  | Ungern       | 4.37,89 |            |
| 5         | 7    | Yui Ohashi      | Japan        | 4.37,99 |            |
| 6         | 6    | Ge Chutong      | Kina         | 4.38,37 |            |
| 7         | 1    | Jenna Forrester | Australien   | 4.42,39 |            |
| 8         | 8    | Ageha Tanigawa  | Japan        | 4.44,28 |            |